# コストロマ州の行政区画
コストロマ州の行政区画（コストロマしゅうのぎょうせいくかく）では、ロシア連邦、コストロマ州の行政区画について記述する。

## 行政区画
コストロマ州は8つの町、24の地区から構成される。
- 町 (コストロマ州の管轄下)
  - コストロマ (Кострома) (行政中心地)
  - ブイ (Буй)
  - ガーリチ (Галич)
  - マントゥロヴォ (Мантурово)
  - ニェヤ (Нея)
  - ネレフタ (Нерехта)
  - シャリヤ (Шарья)
  - ヴォルゴレチェンスク (Волгореченск)
- 地区(ラヨン)
  - アントロポヴォ地区 (Антроповский)
  - ブイ地区 (Буйский)
  - ヴォフマ地区 (Вохомский)
  - ガーリチ地区 (Галичский)
  - カドゥイ地区 (Кадыйский)
  - コログリフ地区 (Кологривский)
  - コストロマ地区 (Костромской)
  - クラスノセリスキー地区 (Красносельский)
  - マカリエフ地区 (Макарьевский)
  - マントゥロヴォ地区 (Мантуровский)
  - ミョージャ地区 (Межевской)
  - ニェヤ地区 (Нейский)　
  - ネレフタ地区 (Нерехтский)
  - オクチャブリ地区 (十月地区)(Октябрьский)
  - オストロフスコエ地区 (Островский)
  - パーヴィノ地区 (Павинский)
  - パルフェーニエヴォ地区 (Парфеньевский)
  - ポナーズィレヴォ地区 (Поназыревский)
  - プィシチュク地区 (Пыщугский)
  - ソリガリチ地区 (Солигаличский)
  - スジンスラヴリ地区 (Судиславский)
  - スサニノ地区 (Сусанинский)
  - チューフロマ地区 (Чухломский)
  - シャリヤ地区 (Шарьинский)